# Antoni Gradowski

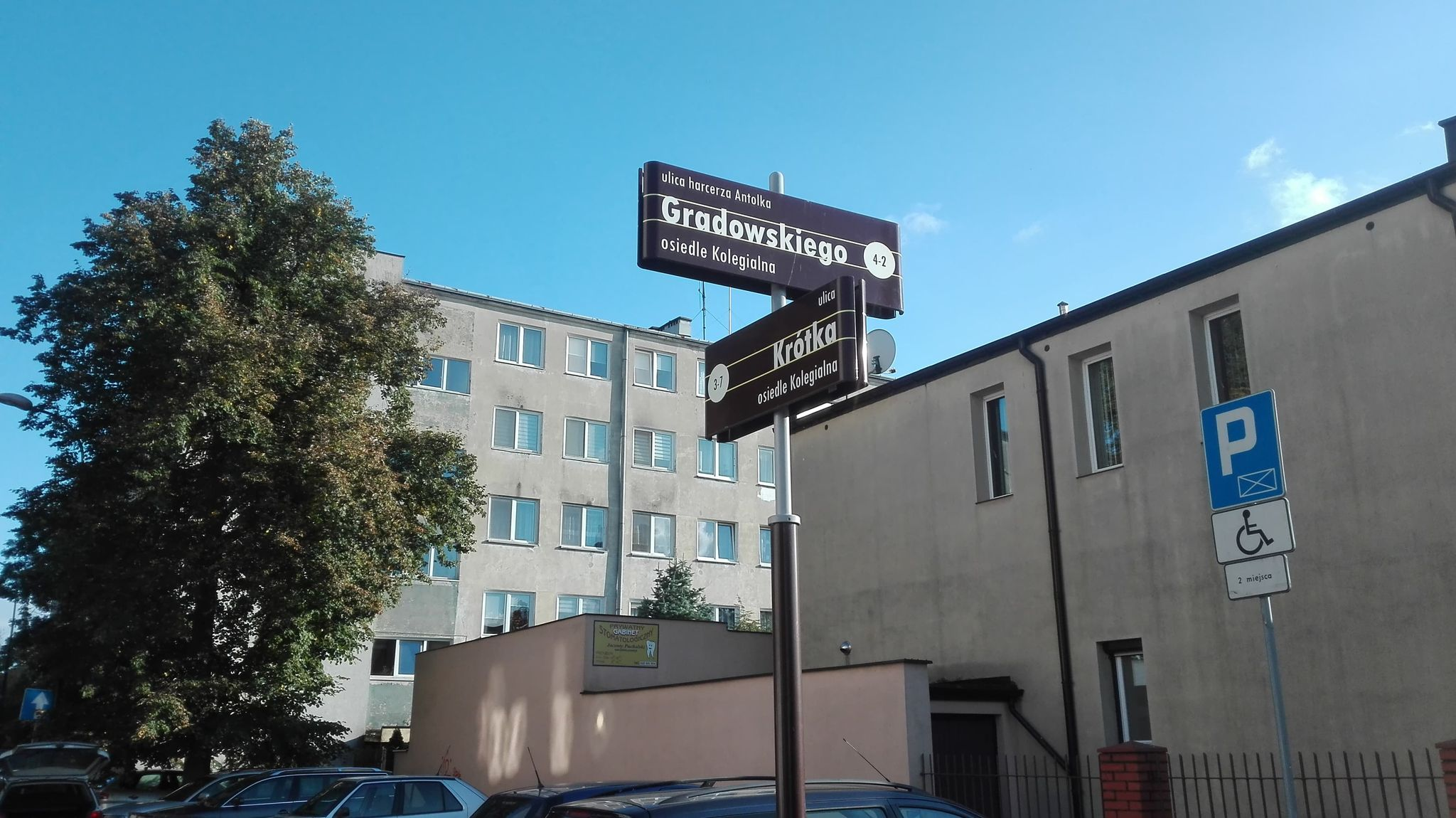
Ulica Gradowskiego w Płocku

Antoni Gradowski, ps. Antolek (ur. 21 września 1905 w Płocku, zm. 18 sierpnia 1920 w Płocku) – harcerz, obrońca Płocka.

## Życiorys
Był synem Stanisława Gradowskiego i Kamili ze Zgorzelskich Gradowskiej. Rodzina mieszkała przy ulicy Kościuszki 9 w Płocku.
Uczył się w I Gimnazjum Polskiej Macierzy Szkolnej (obecnie Liceum Ogólnokształcące im. Władysława Jagiełły w Płocku), a następnie w II Gimnazjum Polskiej Macierzy Szkolnej (obecnie Liceum Ogólnokształcące im. Marszałka Stanisława Małachowskiego w Płocku). Był harcerzem 3 drużyny im. J. Kilińskiego. W 1920 roku wziął udział w obronie Płocka. Roznosił żołnierzom amunicję, broń i jedzenie, pełnił również służbę sanitariusza. Według aktu zgonu zginął 18 sierpnia 1920 roku o godzinie 12:00 „przy okopach w Płocku”.
Pierwotnie został pochowany 18 sierpnia w tzw. bratniej mogile, zwanej dziś Kopcem Harcerzy. Po wielu staraniach matka uzyskała zgodę na ekshumację i 26 sierpnia odbył się pogrzeb na cmentarzu przy Al. Kobylińskiego.
Siostrzeńcem Antolka jest malarz Antoni Fałat. Pogrzeb opisał naoczny świadek, dziennikarz Adam Grzymała-Siedlecki w książce Cud Wisły.

## Ordery i odznaczenia
Podczas wizyty w Płocku marszałka Józefa Piłsudskiego pośmiertnie odznaczony został Krzyżem Walecznych.

## Upamiętnienia
11 listopada 1991 roku w Liceum Ogólnokształcącym im. Władysława Jagiełły w Płocku odsłonięto tablicę upamiętniającą  harcerza Antolka Gradowskiego. Uchwałą Rady Miasta Płocka z 25 sierpnia 1992 roku jego imieniem została nazwana jedna z płockich ulic.